# سرنوشت (فیلم ۱۹۶۶)
سرنوشت (به زبان کونکانی: Nirmon) یک فیلم گوآیی به زبان کونکانی است که در سال ۱۹۶۶ منتشر شد.
این فیلم برندهٔ ۲ جایزه ملی فیلم شد که از دستان ایندیرا گاندی دریافت گردید.